# Håkan Ericsson
Håkan Ulf Ericsson, född 21 november 1962, är en svensk företagsledare. Mellan 1 oktober 2013 och 9 april 2019 var han VD och koncernchef för PostNord.
Han är utbildad civilekonom från Stockholms universitet. Mellan 2008 och 2013 var han verksam vid Carlson Wagonlit Travel. Han har tidigare även varit VD för Loomis Cash Handling, Executive Vice President i SAS och Managing Director för DHL Europas fraktverksamhet.